# Ferrán Solé
Ferrán Solé Sala (* 25. August 1992 in Sant Quirze del Vallès) ist ein spanischer Handballspieler.

## Vereinskarriere
Der auf der Position Rechtsaußen eingesetzte 1,92 m große und 88 Kilogramm schwere Linkshänder spielte bis 2016 bei BM Granollers in der Liga ASOBAL. Mit diesem Verein nahm er in den Spielzeiten 2011/12, 2014/15 und 2015/16 am EHF-Pokal teil. Im EHF-Pokal 2015/16 war er mit 70 Toren der erfolgreichste Torwerfer.
Er wechselte anschließend zum französischen Verein Fenix Toulouse Handball in die Starligue.
Seit 2020 ist er bei Paris Saint-Germain aktiv, mit dem er 2021, 2022, 2023, 2024 und 2025 Meister sowie 2022 Pokalsieger wurde und in allen Spielzeiten an der EHF Champions League teilnahm.

## Nationalmannschaft
Seit seinem Debüt am 2. November 2016 bestritt Solé 110 Länderspiele für die spanische Nationalmannschaft, in denen er 418 Tore erzielte.
Er stand im Aufgebot bei der Europameisterschaft 2018 und wurde mit dem Team Europameister und ins All-Star-Team gewählt. Zwei Jahre später gewann er mit der Nationalmannschaft auch die Europameisterschaft 2020.
Bei der Weltmeisterschaft 2019 belegte er mit dem Nationalteam Platz 7 und wurde ins All-Star-Team gewählt. Bei der Handballweltmeisterschaft 2021 erzielte er 37 Tore für Spanien, das den dritten Platz erreichte, und wurde erneut ins All-Star-Team gewählt. Mit der spanischen Auswahl gewann er bei den Olympischen Spielen in Tokio Bronze. Bei der Europameisterschaft 2022 gewann er mit Spanien die Silbermedaille, er bestritt die ersten sieben von neun Spielen und warf 17 Tore. Mit der spanischen Auswahl zur Weltmeisterschaft 2023 gewann er die Bronzemedaille. Er gehörte zum spanischen Aufgebot zur Weltmeisterschaft 2025 (18. Platz).

## Erfolge
- Europameister 2018 und 2020 mit Spanien
- Silbermedaille bei der Europameisterschaft 2022 mit Spanien
- Bronzemedaille bei der Weltmeisterschaft 2021 und 2023 mit Spanien
- Bronzemedaille bei den Olympischen Spielen 2020
- Französischer Meister 2021, 2022, 2023, 2024 und 2025 mit Paris Saint-Germain
- Französischer Pokalsieger 2021 und 2022 mit Paris Saint-Germain